# Salima Ikram
Salima Ikram (em urdu:  سلیمہ اکرام; Laore, 17 de maio de 1965) é uma egiptóloga, pesquisadora e professora universitária paquistanesa radicada no Egito.
Autora de vários livros sobre arqueologia egípcia, colaboradora de vários periódicos científicos, além de ser convidada para programas de televisão e documentários. É professora titular da Universidade Americana do Cairo.

## Biografia
Ikram nasceu em Lahore, no Paquistão, em 1965. Seu interesse pela arqueologia se deu aos oito anos, ao receber cópias de Tanglewood Tales and Ancient Egypt de Nathaniel Hawthorne, pela Time Life Books Editors. Uma visita ao Egito quando tinha nove anos aumentou seu interesse pela egiptologia.

## Educação
Ikram estudou egiptologia e arqueologia no Bryn Mawr College, obtendo graduação em Arqueologia e História Clássica e do Oriente Próximo. Continuando seus estudos na Universidade de Cambridge, ela obteve seu mestrado e doutorado em egiptologia e estudos Museológicos. Sua tese de doutorado foi intitulada "Cortes de escolha: produção de carne no Egito Antigo".

## Carreira
Ikram mora e trabalha no Cairo e ensina egiptologia e arqueologia na Universidade Americana do Cairo, onde é professora de egiptologia. Em 2017, Ikram foi professora visitante na Universidade de Yale para o semestre de outono. Lá ministrou os cursos Morte e Sepultamento, e Comida e Bebida no Egito Antigo. Foi eleita para a Academia Americana de Artes e Ciências em 2017 como membro honorário internacional.
Ikram é o co-diretora do Animal Mummy Project, no Museu Egípcio. Desde 2001, ela dirigiu, com Corinna Rossi, o North Kharga Oasis Survey (NKOS), e dirigiu o North Kharga Oasis Darb Ain Amur Survey e a Missão Amenmesse de KV10 e KV63 no Vale dos Reis. Ela também trabalhou com André Veldmeijer do Instituto Holandês-Flamengo no Cairo no Ancient Egypt Leatherwork Project (AELP). Ela co-dirigiu o Predynastic Gallery Project.
Ikram tem presença ativa na mídia, contribuindo para artigos sobre Egiptologia nas revistas científicas Egypt Today e National Geographic. Ela também escreveu para Kmt, um jornal de egiptologia moderna. Ikram apareceu em séries documentais e especiais para PBS, Channel 4, Discovery Channel, History Channel, National Geographic Channel, Netflix, e BBC. Ela já foi destaque em mais de 30 documentários e especiais com foco em sua área de especialização. Alguns de seus créditos na televisão incluem 'Unearthing Ancient Secrets: Animal Mummies' no Sci Channel; 'Código Da Vinci: Decodificado' no Canal 4 do Reino Unido; 'Tomb Raiders: Roubando os Mortos' no History Channel; e 'The Real Scorpion King' no History Channel. Tomb of Saqqara na Netflix, na qual ela participou, alcançou o 5º lugar nos programas mais assistidos da Netflix em 2021. Ela também atuou como conselheira no filme A Múmia da Universal Pictures. Ela atuou no filme Luxor de 2020 (dir. Zeina Durra).
Em 2018, Ikram participou em Tenerife, na Espanha, do congresso internacional "Athanatos. Inmortal. Muerte e imortalidade en las poblaciones del pasado". Durante este congresso houve uma exposição de múmias de diferentes partes do mundo, incluindo as múmias Guanche dos antigos habitantes da ilha de Tenerife, com uma técnica semelhante às múmias egípcias.
Ela dá palestras durante todo o ano em várias conferências, museus e muito mais ao redor do mundo. Os cursos que ela ministrou incluem Cultura Material; Introdução à Arquitetura Egípcia; Seminário de Pesquisa; Análise do site; Arte e Arquitetura do Antigo Egito II; Cultura e Sociedade do Antigo Egito; Morte e enterro no Egito Antigo; Culto e Sociedade do Antigo Egito; e Tópicos Selecionados em Gestão de Recursos Culturais e Museologia.
Os seus interesses de investigação incluem Arqueologia Funerária, Vida Cotidiana, Arqueozoologia, Arte Rupestre, Património Cultural e Museologia, Arqueologia Experimental, Etnoarqueologia e Bioarqueologia.
Até o momento, ela é a única arqueóloga paquistanesa que trabalha no Egito. Além disso, Salima Ikram também lidera passeios de egiptologia para viagens arqueológicas e culturais da Far Horizons.

## Prêmios e títulos honoríficos
- Prêmio Excelência em Pesquisa pela American University in Cairo (2006).[33]
- Prêmio Anual de Investigação pela Sociedade Geográfica Espanhola (2013).[33]
- Eleito para a Academia Americana de Artes e Ciências (2017).[13]

## Obras publicadas
- Choice Cuts: Meat Production in Ancient Egypt (Leuven: Peeters, 1995); ISBN 9068317458. (em inglês)
- Pyramids (Cairo: Zeitouna, 1995); ISBN 9774244648. (em inglês)
- Royal Mummies in the Egyptian Museum (with Aidan Dodson, Cairo: Zeitouna/American University in Cairo Press, 1997); ISBN 9774244311. (em inglês)
- The Mummy in Ancient Egypt: Equipping the Dead for Eternity (with Aidan Dodson, New York: Thames & Hudson/Cairo: AUC Press, 1998); ISBN 0500050880. (em inglês)
- 'Diet in: Oxford Encyclopedia of Ancient Egypt (New York: Oxford University Press, 2001); ISBN 9780195102345. (em inglês)
- Catalogue général of Egyptian antiquities in the Cairo Museum: 24048/24056, Non-human mummies (Cairo: Supreme Council of Antiquities Press, 2002); ISBN 9773052753. (em inglês)
- Death and Burial in Ancient Egypt (Longman, 2003); ISBN 0582772168 (em inglês)
- Divine Creatures: Animal Mummies In Ancient Egypt (American University in Cairo Press, 2005); ISBN 9781936190010. (em inglês)
- The Tomb in Ancient Egypt: royal and private sepulchres from the early dynastic period to the Romans (with Aidan Dodson, London & New York: Thames & Hudson/Cairo: AUC Press, 2008); ISBN 9780500051399. (em inglês)
- 'Meat Processing' in Nicholson, P. and Shaw, I. Ancient Egyptian Materials and Technology (Cambridge: Cambridge University Press, 2009); ISBN 9780521120982. (em inglês)
- Ancient Egypt: An Introduction (New York: Cambridge University Press, 2010); ISBN 9780521675987. (em inglês)
- Ancient Nubia: African Kingdoms on the Nile (edited, with M. Fisher, P. Lacovara, and S. D'Auria, Cairo: AUC Press, 2012) ISBN 9789774164781. (em inglês)
- Chasing Chariots: Proceedings of the First International Chariot Conference (Cairo 2012) (edited, with André J. Veldmeijer, Amsterdam: Sidestone, 2012) ISBN 9789088902093. (em inglês)
- Egyptian Bioarchaeology: Humans, Animals, and the Environment (with Jessica Kaiser; Roxie Walker, Cambridge: Cambridge University Press, 2015); ISBN 9789088902888. (em inglês)
- Divine Creatures: Animal Mummies in Ancient Egypt (Cairo: The American University in Cairo, 2016) ISBN 9789774166969. (em inglês)

### Obras para leitores jovens
- Egyptology (Amideast, 1997) - em inglês
- In Ancient Egypt: Gods and Temples (Los Altos, CA: Hoopoe Books Ltd., 1998) - em inglês
- In Ancient Egypt: Mummies and Tombs (Los Altos, CA: Hoopoe Books Ltd., 1998) - em inglês
- Pharaohs (Amideast, 1997) - em inglês
- Land and People (Amideast, 1997) - em inglês